# アルゴ (映画)
『アルゴ』（ARGO）は、1979年から1980年にかけて発生した在イランアメリカ大使館人質事件を題材とした、ベン・アフレック監督・製作・主演による2012年のアメリカの歴史スリラー映画である。第85回アカデミー賞作品賞受賞作品。2013年、スティーヴン・ジェイ・シュナイダーの『死ぬまでに観たい映画1001本』に掲載された。

## 概要
クリス・テリオが書いた脚本は、アメリカ合衆国中央情報局（CIA）工作員トニー・メンデスによる1999年の回想録『The Master of Disguise』と、2007年のジョシュア・バーマン著Wired記事『大脱走：CIAはテヘランからアメリカ人を救出するためにいかにして偽SF映画を使用したか』をもとに脚色された。この映画は、1979年から1981年のイランアメリカ大使館人質事件中に、米国外交官6人をイランのテヘランからSF映画の撮影を装って救出したメンデス指揮「カナダの策謀」を扱っている。

## ストーリー
イラン革命により、1979年2月にルーホッラー・ホメイニー率いる反体制勢力が、モハンマド・レザー・パフラヴィー国王をイランから放逐した。
しかしその後、国外に亡命したパフラヴィー元国王をアメリカが受け入れたことに反発したイスラム法学校の生徒を中心とした反米デモ隊が、同年11月にテヘランのアメリカ大使館を占拠し、52人のアメリカ人外交官が人質に取られた。だが、大使館が占拠される直前に6人のアメリカ人大使館員が大使館から脱出し、近くにあるカナダ大使公邸に匿われる。しかし6人が脱出したことを新政府（イスラーム革命評議会）は気づいていなかった。
これを受けて、CIA秘密工作本部作戦支援部のトニー・メンデス（ベン・アフレック）は6人をイランから救出するため、『アルゴ』という架空のSF映画をでっち上げて、6人をそのロケハンのスタッフに身分偽変させ、秘密裏にテヘランから脱出させるという作戦をたてる。
イランに渡り、6人の男女の大使館員に偽のパスポートを渡すトニー。映画スタッフとして実際にロケハンも行い、2日で帰国する予定だった。しかし、作戦中止を指示する上層部。アメリカ大統領が代わり、命令系統が滞ったのだ。イラン側の疑いを肌身に感じて、作成遂行を決心するトニー。CIAも協力して策を講じ、カーター新大統領から承認を取り付けた。
予定通り空港に向かうトニーたち。空港の警備隊長はハリウッドに国際電話をかけて英語でトニーの身分を問い合わせる才人だったが、これもクリアした。搭乗後に身元がバレて駆け付ける兵士たち。だが、スイス航空の旅客機は無事に飛び立ち、イラン領空から離れた。

## キャスト
※括弧内は日本語吹替
- トニー・メンデス - ベン・アフレック（森川智之）
- ジャック・オドネル - ブライアン・クランストン（内田直哉）
- レスター・シーゲル - アラン・アーキン（稲垣隆史）
- ジョン・チェンバース - ジョン・グッドマン（島香裕）
- ボブ・アンダース - テイト・ドノヴァン（竹田雅則）
- コーラ・ライジェク - クレア・デュヴァル（増岡裕子）
- マーク・ライジェク - クリストファー・デナム（英語版）
- ジョー・スタッフォード - スクート・マクネイリー（村治学）
- キャシー・スタッフォード - ケリー・ビシェ
- リー・シャッツ - ロリー・コクレーン（間宮康弘）
- ケン・テイラー（英語版） - ヴィクター・ガーバー（各務立基）： イランのカナダ大使
- ハミルトン・ジョーダン（英語版） - カイル・チャンドラー： 大統領首席補佐官
- マリノフ - クリス・メッシーナ（川原慶久）
- ロバート・ペンダー - ジェリコ・イヴァネク
- ジョン・ベイツ - タイタス・ウェリヴァー（廣田行生）
- アダム・エンジェル - キース・ザラバッカ
- サイラス・ヴァンス - ボブ・ガントン： 国務長官
- マックス・クレイン - リチャード・カインド
- ピーター・ニコルス - リチャード・ディレイン（英語版）
- レザ・ボルハニ - オミッド・アブタヒ（英語版）（小形満）
- パット・テイラー - ペイジ・レオン
- サハル - シェイラ・ヴァンド（英語版）
- トーマス・L・アハーン・Jr - クリストファー・スタンリー
- ジャック・カービー - マイケル・パークス
- ニーナ - エイドリアン・バーボー
- クリスティーン・メンデス - テイラー・シリング
- スタンスフィールド・ターナー（英語版） - フィリップ・ベイカー・ホール（クレジットなし）（廣田行生）： CIA長官

## 製作
1979年から1980年に起こったイランアメリカ大使館人質事件の「カナダの策謀」についての映画である。監督はベン・アフレック。クリス・テリオは2007年の『WIRED』のジョシュア・バーマンによる記事「How the CIA Used a Fake Sci-Fi Flick to Rescue Americans from Tehran」を基に脚本を書いた。
プロデューサーのジョージ・クルーニー、グラント・ヘスロヴ、デヴィッド・クローワンズは同年にプロジェクトを始め、2011年2月にアフレックの参加が発表された。6月、アラン・アーキンが1人目のキャストとなった。残りのキャストが決まった後、2011年9月にカリフォルニア州ロサンゼルスで撮影が始まった。追加撮影はイスタンブールで行われ、11月19日にワシントン、11月20日に国務省で完了した。なお、制作当時イランは核兵器開発疑惑によりアメリカをはじめとする欧米諸国の経済封鎖を受けていたこともあり、撮影はイラン国内で一切行われていない。

## 音楽
- サウンドトラック - アレクサンドル・デスプラ作曲、2012年10月9日リリース。

## 実話との相違点

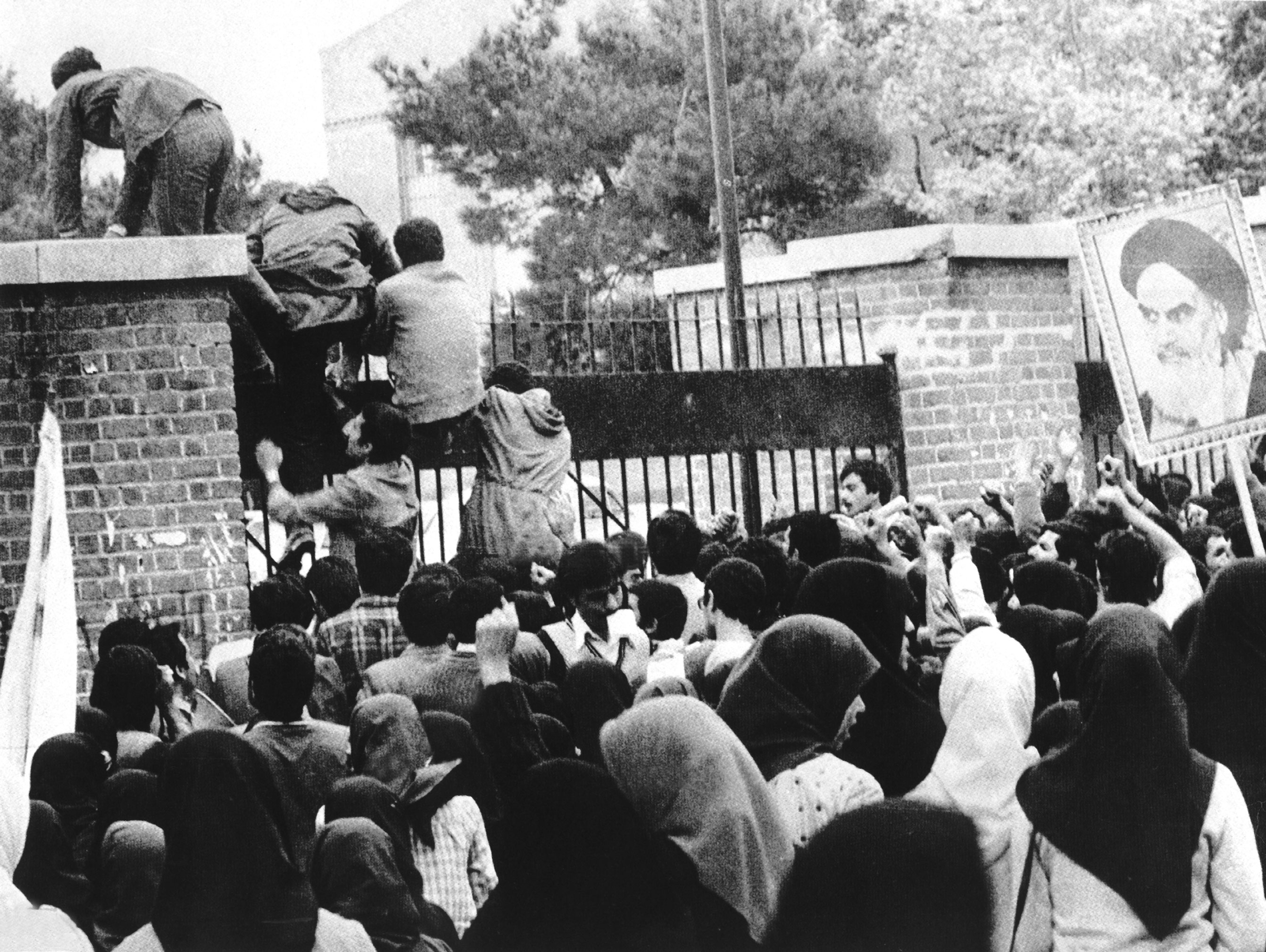
大使館の塀を乗り越える学生たち

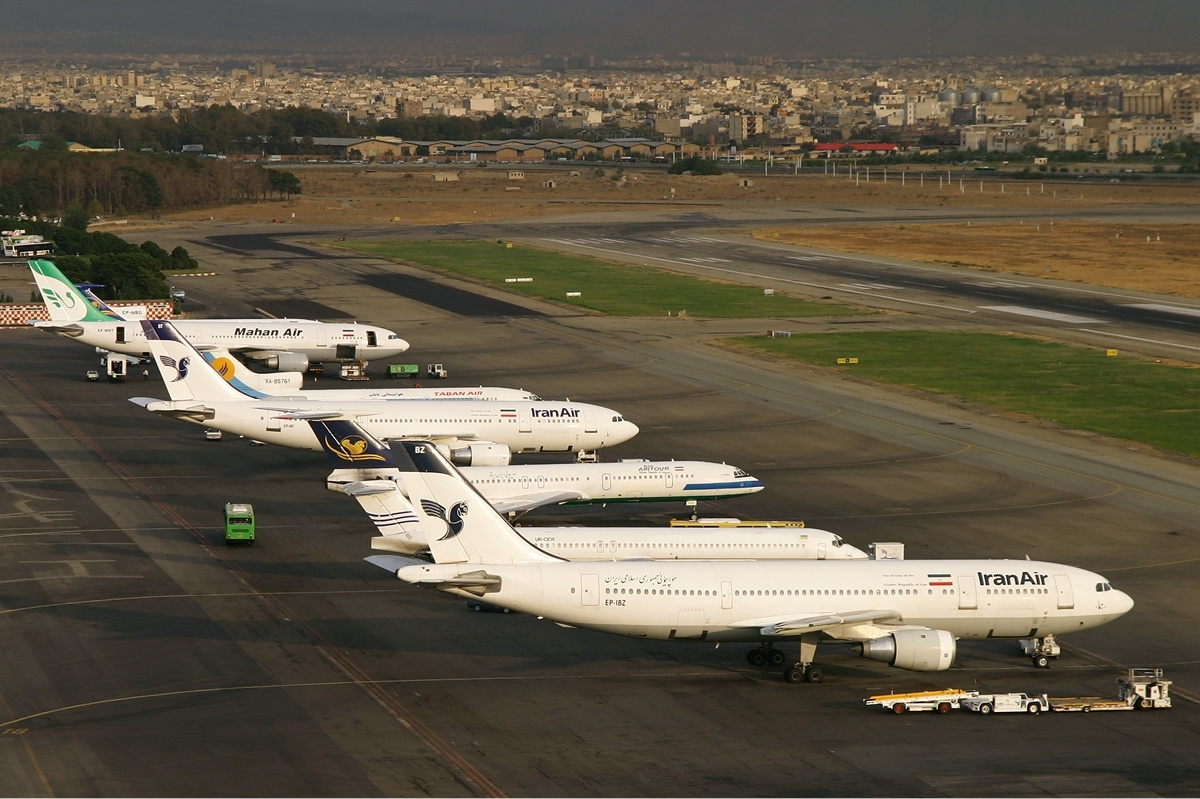
メヘラーバード国際空港

本作は、事実を基にした作品として高評価を受けたが、一部事実と異なる箇所もある。
- 映画ではテヘランへの潜入はメンデスの単独行のように描かれているが、実際にはCIA要員がもう1名密入国していた。

- 映画では6人全員がカナダ大使公邸にかくまわれているが、実際には出入国管理局高官の公邸も使われ、分散して身を隠していた。

- アルゴ作戦は、メンデスがテヘランに入り、カナダ大使公邸にかくまわれていた大使館員達と会うまでは本決まりではなく、劇中にも出てきた外国語教師や農業関係者などの他の偽装作戦も案に入っており、最終的にどの作戦を遂行するかは大使館員達に選ばせたという。

- 劇中では、映画スタッフに偽装した大使館員たちが、テヘランのバザールにロケハンに出かけて騒動に巻き込まれるシーンがあるが、実際には出かけていない。

- 劇中ではイランから脱出する前夜、ホワイトハウスから急遽作戦中止命令が出るも、メンデスがこれを無視し作戦を実行しているが、実際に中止命令が出たのは彼が潜入する以前の話であり、しかもその僅か30分後にはカーター大統領から許可がおりた。

- クライマックスのメヘラーバード国際空港から旅客機が離陸する際、偽装に気付いた革命防衛隊員たちが機を停めようとジープやパトカーで追いかけるが、実際には気付かれることなく出国審査をパスし、無事イランを脱出している。メンデス曰く、この際に焦ったのは審査で6人のうち1人が偽パスポートの写真と実物の髭の状態が異なっていたため、出国管理官から「これはお前の写真か？」と聞かれたことと、搭乗した便から「機械系のトラブルで出発が遅れる見込み」というアナウンスがあった程度だという[9]。

## 評価
第70回ゴールデングローブ賞のドラマ部門作品賞と監督賞の二部門で受賞｡2013年2月24日第85回アカデミー賞にて作品賞、脚色賞、編集賞を受賞。
イラン国内では「反イラン的」映画、「歴史的背景をしっかりと描ききれていない」という意見があり、イランアメリカ大使館人質事件を別の角度から描く『The General Staff』（アタオラ・サルマニアン監督）の製作が発表された。

## Blu-ray / DVD / 4K ULTRA HD
日本ではワーナー・ブラザース・ホームエンターテイメントより発売。
- 【初回限定生産】 アルゴ〈エクステンデッド・バージョン〉 ブルーレイ&DVDセット（2枚組、2013年3月13日発売）
  - ディスク1：本編Blu-ray
    - 本編：劇場版本編と未公開シーンを追加したエクステンデッド版本編の2種類を収録
    - 映像特典
      - ピクチャー・イン・ピクチャー（本編と同時に事件関係者の証言を鑑賞可能 / 劇場版本編のみ）
      - 人質救出作戦の舞台裏
      - 監督：ベン・アフレック
      - アルゴ：CIAとハリウッドの共同作戦
      - イランからの脱出：関係者が語る真実

    - 音声特典
      - オーディオコメンタリー（監督・製作・主演：ベン・アフレック×脚本：クリス・テリオ / 劇場版本編のみ）

  - ディスク2：本編DVD
    - 本編：劇場版本編を収録
    - 映像特典
      - 人質救出作戦の舞台裏

  - 封入特典
    - 特製ブックレット（16P）

  - 期間限定特典
    - デジタルコピー
- アルゴ ＜4K ULTRA HD&ブルーレイセット＞（2枚組、2016年12月21日発売）
  - ディスク1：本編4K ULTRA HD Blu-ray
    - 本編：劇場版本編を収録

  - ディスク2：本編Blu-ray（既発版と共通）
  - 特製スリーブケース付き

## テレビ放送
| 回数 | テレビ局   | 番組名（放送枠名） | 放送日         | 放送時間    | 放送分数 | 形態   | 視聴率 |
| ---- | ---------- | ------------------ | -------------- | ----------- | -------- | ------ | ------ |
| 1    | 日本テレビ | 映画天国           | 2017年11月20日 | 1:59 - 3:58 | 119分    | 字幕版 | 1.6%   |

- 視聴率はビデオリサーチ調べ、関東地区・世帯・リアルタイム。